# Begonia wrightiana
Begonia wrightiana es una especie de planta perenne perteneciente a la familia Begoniaceae. Es originaria de las Antillas.

## Distribución
Es un endemismo de Cuba.

## Taxonomía
Begonia wrightiana fue descrita por Alphonse Pyrame de Candolle y publicado en Annales des Sciences Naturelles; Botanique, série 4 11: 123. 1859.
Etimología
Begonia: nombre genérico, acuñado por Charles Plumier, un referente francés en botánica, honra a Michel Bégon, un gobernador de la excolonia francesa de Haití, y fue adoptado por Linneo.
wrightiana: epíteto